# Zajatecké tábory při uranových dolech na území Česka
V oblasti československých uranových dolů na území západní a střední části Česka fungovaly tábory pro válečné zajatce ve dvou na sebe navazujících historických epochách. První primitivní ubikace pro nesvobodné pracovní síly při uranových dolech na českém území začala zřizovat nacistická správa během druhé světové války v oblasti Jáchymova. V těchto táborech se nacházeli francouzští a později sovětští váleční zajatci. Bezprostředně po válce existovaly v oblasti Jáchymova, Horního Slavkova a Příbrami naopak zajatecké tábory pro bývalé německé vojáky.

## Zajatci na Jáchymovsku v letech 1940–1945
Nacistická správa dopravila na Jáchymovsko první skupinu zajatců v prosinci roku 1940. Jednalo se o skupinu zajatých Francouzů, jejichž počet zůstával na počtu asi 40 osob. Místní jáchymovské civilní obyvatelstvo bylo v zásadě proti zapojení zajatců do místní těžby. Využití náhradních a levnějších sil totiž zvyšovalo riziko možného propouštění místních civilních horníků ze zaměstnání. Tím se také otevírala možnost odvodů jáchymovských civilistů do německé armády a odeslání na východní frontu. Následná praxe prokázala, že tyto obavy jáchymovských civilistů byly oprávněné.
Francouzským zajatcům byla nacistická správa ochotna přiznat status válečných zajatců ve smyslu ženevské úmluvy z roku 1929. To ovšem provoz důlní činnosti s narůstající válečnou mašinerií prodražovalo a společensky komplikovalo. V roce 1942 byli proto všichni Francouzi zadržovaní v Jáchymově nahrazeni sovětskými válečnými zajatci, proti jejichž otrockému vytěžování se žádný výraznější hlas ze západní Evropy neozýval. V dolech u Jáchymova pracovalo pak až do začátku léta roku 1945 přes sto zajatých sovětských vojáků.

## Sovětské zajatecké tábory GUPVI (1946–1950)
Akcelerace sovětského jaderného programu bezprostředně po druhé světové válce vedla už na podzim roku 1945 k záboru jáchymovských dolů ozbrojenými silami Sovětského svazu. Po dohodě s československými orgány bylo sovětským silám přiznáno právo zbudovat v oblasti Jáchymova soustavu vlastních zajateckých táborů. Na tomto základě provozovala pak sovětská Hlavní správa válečných zajatců a internovaných (GUPVI) od února 1946 do začátku roku 1950 k těžbě uranové rudy na území ČSR přinejmenším 14 zajateckých táborů s vojáky poražené německé armády.
Naprostá většina těchto zajateckých táborů pro bývalé německé vojáky byla zřízena v oblasti Jáchymova, zkušebně také severozápadně nad Jáchymovem. Vedle toho Sověti otevřeli také první uranový tábor u Horního Slavkova a založili areál pozdějšího tábora Vojna na Příbramsku. Prakticky všichni zajatci vykonávali důlní nebo pozemní práce pro československý národní podnik Jáchymovské doly.

## Přehled důlních lokalit podniku Jáchymovské doly, kde stávaly poválečné zajatecké tábory GUPVI
Přehled sovětských zajateckých táborů při tuzemských uranových dolech, které fungovaly v letech 1946–1950.
| název tábora          | oblast          | zřízení           | zrušení           |
| --------------------- | --------------- | ----------------- | ----------------- |
| Rovnost               | Jáchymovsko     | únor 1946         | 19. září 1949     |
| Bratrství             | Jáchymovsko     | jaro 1946         | 28. ledna 1950    |
| Zwittermühl (Háje)    | Jáchymovsko     | 1946/1947         | duben 1948        |
| Breitenbach (Potůčky) | Jáchymovsko     | jaro 1947         | 20. dubna 1949    |
| Sejfy (Ryžovna)       | Jáchymovsko     | leden 1947        | 20. dubna 1949    |
| Abertamy              | Jáchymovsko     | 1947              | 28. října 1949    |
| Centrální tábor       | Jáchymovsko     | 31. července 1947 | 28. ledna 1950    |
| Mariánská             | Jáchymovsko     | 1947 (?)          | jaro 1949         |
| Svornost              | Jáchymovsko     | jaro/léto 1947    | 3. prosince 1949  |
| Eliáš                 | Jáchymovsko     | jaro/léto 1947    | 28. července 1949 |
| Vršek                 | Jáchymovsko     | 1947 (?)          | září/říjen 1949   |
| Horní Slavkov         | Hornoslavkovsko | srpen 1947        | červenec 1949     |
| Příbram (I a II)      | Příbramsko      | červen 1948       | listopad 1949     |

Celkový počet německých zajatců v tuzemské soustavě GUPVI je většinou uváděn v rozsahu 4 500–5 000 zajatců. V roce 1949 se asi 30 procent z nich podařilo přesunout do Saska, kde byli zaměstnáni u sovětsko-německé důlní společnosti Wismut. Tři stovky dalších se podařilo donutit k podepsání pracovních závazků v Jáchymovských dolech. Zbývající většina byla čím dál více frustrována z nejasné budoucnosti, špatných životních podmínek a z výhrůžek o trestném transportu na Sibiř. Propuštěni do Německa byli až na samém počátku roku 1950, kdy už jejich utajovaný pobyt na území ČSR hrozil přerůst v mezinárodní skandál. Jednotlivé areály zajateckých táborů byly předány čs. orgánům, které je obratem přeměnily na trestanecké nebo pracovní tábory.